# Таланты и поклонники (фильм, 1956)
«Таланты и поклонники» — кинофильм режиссёров Андрея Апсолона и Бориса Дмоховского, снятый на киностудии «Ленфильм» в 1955 году. Премьера в кинотеатрах состоялась 31 января 1956 года. Экранизация одноимённой пьесы А. Н. Островского.

## Сюжет
Молодая актриса Александра Негина (Ленникова) выступает в провинциальном театре. Для повышения сборов она планирует организовать бенефис во время ближайшей ярмарки. Постановка его требует начальных расходов, Негина ищет средства у местных дворян и помещиков. Князь Ираклий Дулебов (Комиссаров) открыто предлагает стать его содержанкой. Девушка отвергает предложение, после чего, по негласному требованию князя, все отказывают актрисе в займе, а антрепренёр отменяет бенефис и разрывает с ней контракт. Жених Негиной Пётр Мелузов (Кадочников) — бывший студент, ожидающий место учителя, публично обвиняет «отцов города» в непорядочности.
Неожиданно богатый помещик Иван Семёныч Великатов (Смирнов) берёт на себя все расходы по организации представления. Спектакль проходит с большим успехом, хотя и не покрывает старые долги Негиных. Изо дня в день Великатов оказывает актрисе деликатные, но настойчивые знаки внимания. Девушка всё чаще задумывается о нравственном выборе между нуждой и забвением с одной стороны, творчеством и богатством с другой. Приняв решение в пользу блистательных перспектив, она прощается с Мелузовым и уезжает в усадьбу Великатова. Пётр произносит финальный социально-обличительный монолог.

## В ролях
- Татьяна Ленникова — Александра Николаевна Негина, актриса провинциального театра
- Павел Кадочников — Пётр Егорыч Мелузов, жених Негиной
- Екатерина Александровская — Домна Пантелеевна, мать Негиной
- Борис Смирнов — Иван Семёныч Великатов, меценат
- Николай Комиссаров — князь Ираклий Стратоныч Дулебов
- Евгений Лебедев — Григорий Антоныч Бакин, губернский чиновник
- Константин Скоробогатов — Мартын Прокофьич Нароков, бывший антрепренёр
- Тамара Алёшина — Нина Васильевна Смельская, актриса
- Владимир Воронов — Гаврила Петрович Мигаев, антрепренёр
- Геннадий Мичурин — Эраст Громилов, актёр
- Николай Трофимов — Вася, купец
- Алиса Фрейндлих — эпизод (нет в титрах)

## Съёмочная группа
- Композиторы — Дмитрий Толстой, Ефим Сироткин
- Художники — Абрам Векслер, Николай Суворов

## Критика
В 1956 году журнал «Театр» опубликовал статью А. Д. Попова «Без сердца». Фильм был назван откровенно слабым, иллюстрирующим факты неточности в расстановке режиссёрских акцентов и непонимание идейной сути драматического произведения. Со ссылкой на постановку Малого театра с участием Марии Ермоловой, автор статьи утверждает, что в комедии А. Н. Островского искусство есть служение идеалам добра. Призвание актрисы Негиной, её любовь к искусству оказываются сильнее её любви к Петру Мелузову. В Негиной художник победил женщину. Она становится содержанкой помещика во имя служению театру. Напротив, по мнению А. Д. Попова, в фильме:

…мы видим пошлый кафешантан вместо театра. Здесь <…> нет театра, нет взволнованного, вдохновенного отношения к сцене, не видно в исполнителях таланта и одухотворённого человеческого материала для того, чтобы строить сценические образы Негиной, Мелузова и Домны Пантелевны. (Актёры) обременены мелкими и техническими задачками. Какая же «мораль» получается в фильме «Таланты и поклонники»?

— Нужда заела! 

В итоге получается унылая картина актёрского бесправия и голода в старом театре.